# Phnom Bok
Phnom Bok là một ngôi đền ở Angkor, khu vực đã là kinh đô của Campuchia trong thời Đế quốc Khmer. Ngôi đền này đã được xây dựng vào thời vua Yasovarman (889-910) trên một đỉnh đồi phía đông bắc của Đông Baray, một hồ chứa nước thời Angkor nhưng hiện nay đã khô cạn. Phnom Bok là một trong ba ngôi đền trên đỉnh đồi được xây trong thời kỳ trị vì của ông vua này, hai đền kia là Phnom Bakheng và Phnom Krom. Ngôi đền sa thạch này có 3 ngôi tháp.